# Franz Meinert
Franz Meinert (geboren 9. Mai 1905; gestorben 19. November 1975 in München) war ein deutscher Kriminologe, Staatsanwalt, Buchautor und Leiter des Bayerischen Landeskriminalamts. Im Nationalsozialismus galt sein 1939 erschienenes Buch über Vernehmungstechnik als Standardwerk für die Kriminalpolizei und die Geheimpolizei (Gestapo). Insbesondere bei „aufsehenerregenden Mordfällen oder Spionagesachen“ hielt Meinert als Mittel der „Staatsnotwehr“ „Handlungen noch für zulässig […], die sonst schon jenseits der Grenzen liegen“ und rechtfertigte damit „verschärfte Verhöre“, also Folter. Er forderte von den Verhörbeamten eine Taktik der „unerbittlichen Gründlichkeit“.

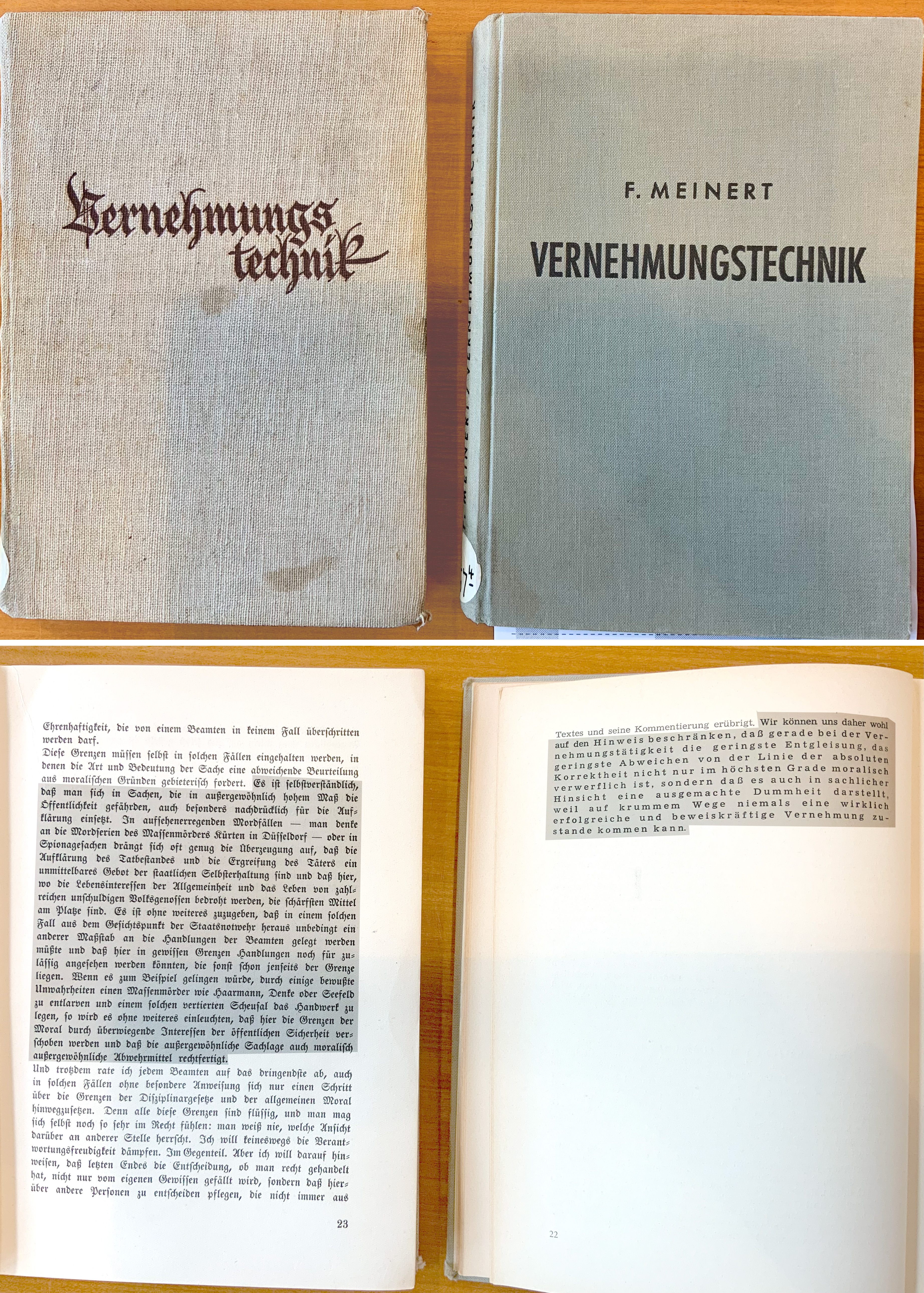
Meinerts Buch über Vernehmungstechnik. In der Ausgabe von 1939 (links) befürwortet er Folter, in der von 1956 lehnt er sie ab.

1951 wurde Meinert Chef des Bayerischen Landeskriminalamts. Er verantwortete die Einstellung einiger ehemaligen Münchner Gestapo-Beamten in seiner Behörde. 1956 ersetzte er in der vierten Ausgabe seines Buchs die Folterpassage durch das Gegenteil: Das „geringste Abweichen von der Linie der absoluten Korrektheit“ sei „im höchsten Grade moralisch verwerflich“ und zudem „eine ausgemachte Dummheit“. Am 1. Februar 1959 trat Franz Meinert in den Ruhestand.

## Publikationen
- mit Robert Heindl:[4] Archiv für Kriminologie (Kriminalanthropologie und Kriminalistik). 1919–1944 monatlich erscheinenden Zeitschrift
- Vernehmungstechnik. Erstausgabe 1939; vierte und letzte Ausgabe 1956
- Aussagefehler und Zeugenprüfung in der kriminalistischen Praxis (1948)
- Der vierte Mann. Kriminalroman (1948)
- Gerichtliche Medizin und Kriminalistik (1964)